# Джон Кемпбелл
 Джон Ке́мпбелл  (англ. John Campbell, 9th Duke of Argyll; 8 червня 1845, Лондон, Англія — 5 червня 1914) — 9-й Герцог Аргайл і 4-й Генерал-губернатор Канади.